# Omno
Omno ist ein im Juli 2021 veröffentlichtes Adventure-Computerspiel des in Werther (Westf.) ansässigen Solo-Entwicklers StudioInkyfox. Das Spiel erschien im Selbstverlag und bei Publisher Future Friends Games für Windows, PlayStation 4, Xbox One und Nintendo Switch.
Der Spieler steuert eine Spielfigur in Third-Person-Perspektive durch eine dreidimensionale mystische Welt. Dabei sammelt er Hinweise auf eine vergangene Zivilisation, löst diverse Rätsel und begegnet Tieren und anderen fantastischen Kreaturen.
Omno wurde mit dem Deutschen Entwicklerpreis und dem Deutschen Computerspielpreis ausgezeichnet.

## Entwicklung
Omno ist ein Ein-Mann-Projekt und wurde ab 2016 innerhalb eines Zeitraums von fünf Jahren vom Wertheraner Jonas „Inkyfox“ Manke entwickelt, der zuvor als freiberuflicher Character Animation Artist in der Filmindustrie tätig war. Den Soundtrack zum Spiel komponierte der Brite Benedict Nichols. Im Hintergrund des Spiels arbeitet die Unreal Engine 4. Die Entwicklung wurde über die Crowdfunding-Plattform Kickstarter und mit Unterstützung des Engine-Herstellers Epic Games finanziert. Das Spiel erschien am 9. Juli 2021 für Windows, PlayStation 4 und Xbox One. Eine Portierung für Nintendo Switch folgte am 16. Dezember desselben Jahres.
Als Inspirationsquellen für Omno hielt vor allem Journey (thatgamecompany, 2012) her, aber auch Final Fantasy 7 (Square, 1997), die Super-Mario-Reihe (Nintendo) und Abzû (505 Games, 2016) beeinflussten die Entstehung. Auch die Studio-Ghibli-Filme und Der Herr der Ringe prägten den kreativen Schaffensprozess von Entwickler Manke.

## Rezeption
Omno erhielt „allgemein positive Kritiken“ der Computerspielpresse. Wertungsaggregator Metacritic ermittelte Punktzahlen von 71 für die Nintendo-Switch-Fassung bis zu 82 von 100 Punkten für die PlayStation-4-Version auf Grundlage von insgesamt 33 Kritiken. OpenCritic ermittelte über alle Plattformen hinweg eine aggregierte Punktzahl von 79 aus 100, basierend auf 40 Kritiken.
Gelobt werden unter anderem die Atmosphäre der Spielwelt, abwechslungsreiche Fortbewegungsmethoden sowie passende Musik und Soundeffekte. Kritik erhielt der Titel dagegen für ein unausgereiftes Ende und fehlenden Tiefgang. Mehrfach werden Vergleiche zu thatgamecompanys Journey (2012) gezogen.

### Auszeichnungen
- Deutscher Entwicklerpreis 2021 als „Bestes Indie-Game“[8]
- Deutscher Computerspielpreis 2022 als „Bestes Familienspiel“[9]